# Annay-sur-Serein
Annay-sur-Serein is een gemeente in het Franse departement Yonne (regio Bourgogne-Franche-Comté) en telt 264 inwoners (1999). De plaats maakt deel uit van het arrondissement Avallon.

## Geografie
De oppervlakte van Annay-sur-Serein bedraagt 25,9 km², de bevolkingsdichtheid is 10,2 inwoners per km².
De onderstaande kaart toont de ligging van Annay-sur-Serein met de belangrijkste infrastructuur en aangrenzende gemeenten.

## Demografie
Onderstaande figuur toont het verloop van het inwonertal (bron: INSEE-tellingen).